# Elaeagnus argyi
Elaeagnus argyi är en havtornsväxtart som beskrevs av H. Lév.. Elaeagnus argyi ingår i släktet silverbuskar, och familjen havtornsväxter. Inga underarter finns listade i Catalogue of Life.